# Toropetsky (huyện)
Huyện Toropetsky (tiếng Nga: Торопецкий райо́н) là một huyện hành chính tự quản (raion), của Tỉnh Tver, Nga. Huyện có diện tích 3371 km², dân số thời điểm ngày 1 tháng 1 năm 2000 là 28800 người. Trung tâm của huyện đóng ở Toropets.